# Medina leucocyla
Medina leucocyla là một loài ruồi trong họ Tachinidae.